# Xuân Sơn Bắc
Xuân Sơn Bắc là một xã thuộc huyện Đồng Xuân, tỉnh Phú Yên, Việt Nam.
Xã Xuân Sơn Bắc có diện tích 35,61 km², dân số năm 1999 là 2741 người, mật độ dân số đạt 77 người/km².

## Hành chính
Xã Xuân Sơn Bắc được chia thành 3 thôn: Tân Bình, Tân Phước, Tân Thọ.